# 포이어바흐 정리

포이어바흐 정리

포이어바흐 정리란, 구점원은 내접원과 접하며, 세 방접원과도 접한다는 정리이다.

또한 포이어바흐 점이란 구점원과 내접원의 접점이다.

## 증명
내심을 I, 외심을 O, 수심을 H라 하고,
BC의 중점을 M, 각 A의 이등분선과 BC의 교점을 u, I에서 BC에 내린 수선의 발을 D,
A에서 BC에 내린 수선의 발을 HA, AH의 중점을 P, 외접원의 호 BC의 중점을 L이라 하자.
또 B, C, D를 Au에 대칭하여 B', C', D'이라 하고, MP와 B'C'의 교점을 E라 하자.
먼저 PM은 구점원의 지름이며, PM과 AO는 평행하고, AO는 B'C'과 수직이므로 PM과 AO도 수직이다.(구점원 참고)
이때 우산 정리의 두 번째 정리와 맨션 정리에 의해 {\displaystyle IL^{2}=BL^{2}=Lu*LA}가 성립하므로,
이들을 직선 BC에 사영시킨 HA,D,u,M에 대해서도 {\displaystyle H_{A}M*uM=DM^{2}}(i)이 성립한다.
{\displaystyle \angle {PH_{A}u}=\angle {PEu}=90^{\circ }}이므로 P,HA,u,E는 한 원 위의 점으로써,
이 원에 대한 방멱은 {\displaystyle H_{A}M*uM=EM*PM}(ii)이다.
MD'의 연장선과 내접원의 교점을 T라 놓으면,
내접원에 대한 방멱에서 {\displaystyle DM^{2}=MD'*MT}(iii)
따라서 (i),(ii),(iii)에 의하여 {\displaystyle EM*PM=MD'*MT}
방멱정리의 역에 의하여,
P,T,D',E는 한 원 위의 점이므로 {\displaystyle \angle {MED'}=90^{\circ }=\angle {MTP}}
여기서 MP가 구점원의 지름임을 주목하면, T는 구점원 위의 점임을 알 수 있다.
또한, T'이 구점원과 내접원의 교점이라고 해도 위 증명의 과정을 역으로 따라가면 T'M과 B'C'의 교점이 D가 나오므로 이러한 점 T'은 T와 동일하며 유일하다.